# Bataille de Raymond
Guerre de Sécession
Batailles
Campagne de Vicksburg
- Grand Gulf
- Snyder's Bluff
- Port Gibson
- Raymond
- Jackson
- Champion Hill
- Big Black River Bridge
- Milliken's Bend
- Young's Point
- Lake Providence
- Richmond
- Goodrich's Landing
- Helena
- Vicksburg
- Expédition de Jackson

La bataille de Raymond s'est déroulée le 12 mai 1863, près de Raymond, dans l'État du Mississippi, pendant la campagne de Vicksburg de la guerre de Sécession. Le combat le plus âpre voit les éléments de l'armée du Tennessee du major général de l'Union Ulysses S. Grant s'opposer aux forces confédérées du département du Mississippi et de Louisiane orientale du lieutenant général John C. Pemberton. Les confédérés échouent à empêcher les troupes fédérales d'atteindre la voie ferrée méridionale et d'isoler Vicksburg, Mississippi, d'être renforcées et ravitaillées.
Pendant la matinée du 12 mai 1863, les confédérés apprécient l'avantage de deux contre un qu'ils détiennent, alors qu'ils font face au-delà de Fourteen Mile Creek à une seule brigade fédérale. Néanmoins alors que la matinée s'approche de midi et que les confédérés attendent en embuscade, le reste de la division fédérale se déploie en secret dans les champs à côté de la brigade, donnant aux troupes de l'Union un avantage de trois contre un en nombre et un de sept contre un pour l'artillerie. L'officier de plus haut rang confédéré, le brigadier général John Gregg (en), tente d'obtenir une surprise tactique et de mettre en déroute les forces fédérales alors qu'elles traversent le ruisseau, mais c'est lui qui est pris par surprise et est mis en déroute par le XVII corps de l'Union sous le commandement du major général James B. McPherson. Les pertes de l'Union à Raymond sont de 68 morts, 341 blessés et 37 disparus. Les pertes confédérées sont pratiquement le double : 100 morts, 305 blessés et 415 prisonniers,,.
La petite bataille a un impact excessivement important sur la campagne de Vicksburg. L'interdiction par l'Union de la voie ferrée interrompt la tentative de Pemberton pour consolider ses forces et l'empêche de faire la jonction avec son commandant, le général Joseph E. Johnston. Finalement, Pemberton n'a que trois options : abandonner Vicksburg, se retirer dans la ville et accepter le siège, ou combattre contre une force supérieure en nombre. Faisant face à des ordres contradictoires de ses supérieurs et à une insurrection ouverte de ses subordonnés, Pemberton sera obligé de choisir la dernière option le 16 mai 1863 lors de la bataille de Champion Hill.

## Préparations de la bataille
En tant que partie du plan de Pemberton pour tenir en échec l'armée de Grant le long d'un large front grossièrement délimité par Fourteen Mile Creek, Pemberton ordonne à tous les renforts arrivant dans Jackson, Mississippi, de marcher vers Raymond, à 30 km (20 miles) au sud-ouest. Là-bas, ils formeront l'aile gauche d'une force plus importante que l'armée fédérale. À Raymond, les renforts qui arrivent seront soutenus par le régiment de cavalerie de Wirt Adams (en), qui mène des reconnaissances sur les routes pour donner des indications sur les mouvements des fédéraux vers Jackson. Adams reçoit l'ordre de Pemberton de laisser son régiment dans Raymond et de chevaucher vers Edwards, Mississippi, à 24 km (15 miles) pour organiser la cavalerie attachée au corps principal confédéré. Néanmoins, Adams choisit d'obéir à un ordre subséquent du major général John S. Bowen lui donnant instruction d'emmener sa force entière à Edwards.
L'infanterie confédérée fait son chemin vers Raymond par voie ferrée et par route et comprend les brigades en sureffectif de Gregg et de Maxey en provenance de Port Hudson, Louisiane, et les brigades de William H. T. Walker et de States Rights Gist (en) en provenance de l'est. Compliquant le voyage, cependant, le raid de Grierson rend les portions de voies ferrées inutilisables à l'est de Jackson et environ 80 kilomètres (50 miles) de piste au sud de Brookhaven, Mississippi. Les hommes de Gregg marchent, en conséquence, 137 kilomètres (85 miles) sur les 300 kilomètres (200 miles) qui relient Port Hudson à Jackson, arrivant le 9 mai 1863. Un second raid, lancé par le major général James B. McPherson, coupe la voie ferrée juste au nord de Brookhaven, piégeant les chariots sur la Jackson & New Orleans Railroad avec la brigade du général Maxey trop au sud pour participer à la bataille qui va suivre.
Après avoir bénéficié d'un jour de repos sur la rivière Pearl juste au nord de Jackson, Gregg reçoit l'ordre de marcher sur Raymond aux premières lueurs du 11 mai 1863. Par la suite, la brigade de Gregg arrive à Raymond tard dans l'après-midi, et « tombe pour se reposer dès qu'elle s'arrête ». Le repos est de courte durée. Au lieu de trouver le régiment de cavalerie de Wirt Adams gardant les routes de la ville, Greq trouve le réseau de routes gardé par un détachement de cinq cavaliers confédérés et une compagnie de la cavalerie de l'État. Gregg est obligé de positionner des piquets sur les routes hors de la ville avec son infanterie fatiguée.

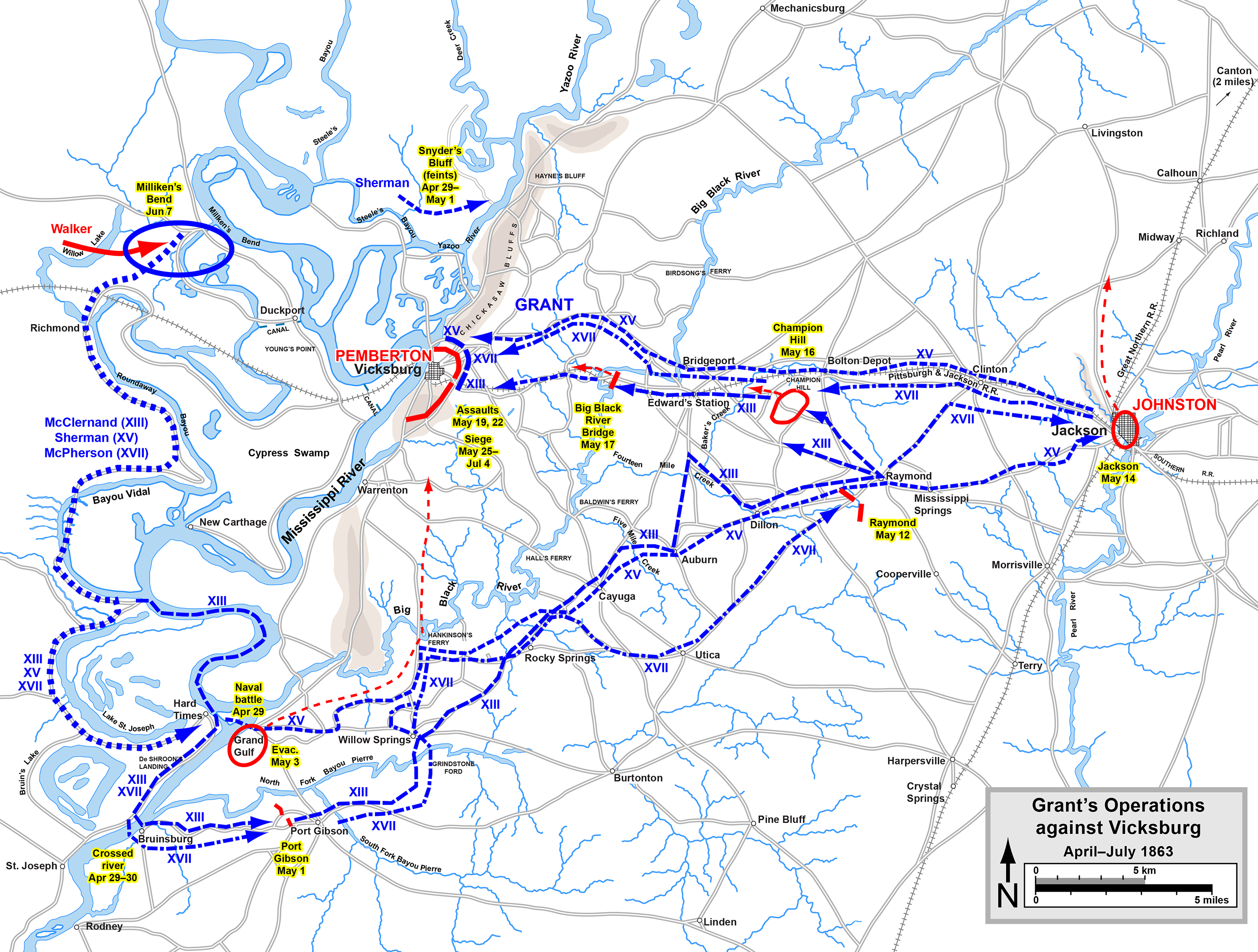
Opération de Grant contre Vicksburg.

À l’insu de tous dans l'armée confédérée, les hommes de McPherson du XVII corps rodent près d'Utica, Mississippi, maintenant un silence sans tambour ni trompette et une force couverture de cavalerie. Les deux divisions avancent lentement le long de la route de crête desséchée entre Utica et Raymond pendant deux jours, ayant des difficultés à se maintenir à proximité d'une source d'eau, pendant que le reste de l'armée de Grant explore le nord vers la voie ferrée. Ayant détecté le corps principal de Pemberton, Grant ordonne à McPherson de déplacer ses deux divisions à 16 kilomètres (10 miles) dans Raymond à la mi-journée du 12 mai 1863. Montant avant le lever du jour, la cavalerie fédérale protégeant la 3rd division du général John Logan déclenche l'alarme de la cavalerie de l'État postée sur la route d'Utica pratiquement immédiatement.
Parce que toutes les routes n'ont pas été correctement couvertes, les nouvelles de l'arrivée de milliers de troupes confédérées dans Raymond se répandent. Ayant appris des habitants locaux qu'une force importante de confédérés attend juste au-dessus de la route, Logan tente de déployer le 20th Ohio Infantry sur une vaste ligne d'accrochage et marche près de 1,6 kilomètre (1 mile) au travers d'enchevêtrements pratiquement infranchissables. Après une heure d'arrêts et de départs pour redresser la ligne, et une « importante dépense de temps, du souffle et du langage grossier », Logan ordonne de rétrécir la ligne d'accrochage. Vers 10 heures du matin, la deuxième brigade de Logan, émerge d'un petit champ qui borde la Fourteen Mile Creek.
Des bruits atteignent Gregg selon lesquels le corps principal fédéral est attendu au sud d'Edwards, donc il estime que ce corps de troupes doit être un raid. En fanfare, il fait marcher ses hommes dans les rues de Raymond pour répondre à la menace. Arrivant sur les collines surplombant Fourteen Mile Creek, il ordonne à ses hommes de se camoufler, puis ordonne au colonel Hiram Granbury, commandant du 7th Texas Infantry Regiment composé de vétérans, d'envoyer la compagnie A et une partie de la compagnie B se poster sur de pont sur la rivière car ils ont des nouveaux fusils Enfield. Le plan de Gregg semble d'entraîner le raid dans une charge sur le pont pour empêcher qu'il ne soit brûlé. Une fois que la force fédérale sera du côté confédéré du pont, les 3 200 hommes camouflés sortiront de leur emplacement et repousseront la force de l'Union dans le lit de la rivière où ils seront bloqués pour le massacre.
Gregg attend avec impatience que la ligne d'accrochage fédérale traverse le champ et engage ses piquets. L'impatience se change en surprise, cependant, quant à 10 heures les tirailleurs s'arrêtent à l'orée des bois et demandent à l'artillerie légère du 8th Michigan Battery de DeGolyer de nettoyer le pont avec quelques tirs de boite à mitraille. La présence de l'artillerie ne peut signifier qu'une seule chose : la force qui occupe le champ devant lui n'est pas un simple raid de maraudage, mais au moins une brigade fédérale complète. Gregg reste imperturbable et modifie simplement son plan d'attaque. Son corps principal se déplacera vers la gauche, laissant les champs qui sont maintenant menacés par l'artillerie fédérale en sécurité à 500 mètres (500 yards) des collines sous Fourteen Mile Creek. Deux grands régiments lanceront une embuscade lorsque la brigade fédérale traversera la rivière, pendant que deux autres grands régiments se glisseront dans les bois sur les arrières de la ligne fédérale, capturant la batterie d'artillerie et piégeant les troupes de l'Union dans le lit de Fourteen Mile Creek, où ils seront obligés de se rendre. Dans l’excitation de la préparation, Gregg oublie d'informer Pemberton de ces plans.
Le plan de Pemberton est de permettre à Grant de dicter l'orientation de l'attaque fédérale. Grant peut tourner vers l'est et attaquer Raymond, ou tourner vers l'ouest et attaquer Edwards. En faisant cela, l'arrière vulnérable de Grant sera susceptible d'être attaqué par n'importe quelle force qui n'aura pas été engagée. Pemberton a explicitement ordonné à Gregg de ne pas provoquer une bataille générale avec une force supérieure, mais de se retirer vers Jackson face à une force supérieure à la sienne pendant que Pemberton s'occupera de l'armée fédérale par un mouvement sur ses arrières. Techniquement, Gregg ne pense pas qu'il viole ces ordres, parce que la brigade confédérée en sureffectif de 3 200 hommes, avec des renforts sur le chemin, surpasse une brigade fédérale moyenne selon un rapport de deux contre un. Ce que Gregg ne peut pas voir, parce que McPherson a organisé sa propre embuscade, c'est que toute la 3rd division du corps de McPherson s'est déployée sur le champ de bataille derrière la seconde brigade.
Sachant que les bois devant cachent une grande force confédérée, McPherson commence à suspecter une embuscade. Après avoir fait mettre à ses hommes les armes en faisceaux, manger un repas, et se reposer pour le combat à venir, il déploie une brigade à l'arrière en réserve, et positionne de la cavalerie sur son flanc gauche, et sur son flanc droit le 31st Illinois Infantry Regiment avec un complément de cavalerie. Les hommes terminent juste de déjeuner lorsque le duel d’artillerie débute entre l'artillerie de l'Union près de Fourteen Mile Creek et l'artillerie de Gregg, qui a été déployée par le général Gregg sur le sommet de la colline à 600 mètres (700 yards) de distance. Vers midi, McPherson met Logan en mouvement.

## Chaos et ironie
Les hommes des 1st et 3rd brigades font face au même défi que la 2d brigade plus tôt dans la journée. Les vignes dans cette région pendent comme des cordes entre les arbres, et quelques-unes d'entre elles sont réputées avoir des épines de 76 mm (3 inches) de long. De plus, bien que la Fourteen Mile Creek ne soit profonde de quelques centimètres, les rives presque verticales s’élèvent à plus de 3 mètres (10 feet) au-dessus du lit de la rivière à certains endroits. Pour aggraver les problèmes de commandement créés par le terrain, les hommes de McPherson doivent opérer en silence, sans tambour ni trompette, et les ordres doivent être donnés par coursier, causant une avancée de la ligne inégale. Les hommes du 23rd Indiana Infantry Regiment connaissent ce qui a dû sembler un coup de chance sur le moment, en raison d'un virage du ruisseau, leur flanc droit restant très près de la rivière. Avec peu d'effort, l'unité traverse la rivière et reste en formation. De façon à combler le trou créé par la marche, l'unité recule avec précipitation recherchant le reste de la brigade, et tombent littéralement dans les mâchoires du piège confédéré. Une seule chose sauve le 23 rd Indiana Infantry d'un massacre d'ampleur, c'est que les confédérés n'ont jamais eu de baïonnettes.
Le colonel Manning Force, commandant le 20th Ohio Infantry Regiment, entend le hurlement rebelle, suivi des bruits de fusillade, et panique. Il ordonne à son régiment de charger, courant dans l'enchevêtrement pratiquement infranchissable et saute dans le lit de la rivière. Là, ses hommes sont saisis d'horreur à la vue de leur erreur - le reste de la division tient le terrain à l'arrière, et les rives de la rivière sont trop raides pour avancer ou reculer. Heureusement, la rivière a un coude à cet endroit, et les soldats l'utilisent comme un abri lors de l'échange de tirs avec le 7th Texas Infantry, la portée des fusils texans parvenant à quelques mètres de là alors que les confédérés utilisent l'autre côté du lit de la rivière de la même manière. Le colonel Force rampe hors du lit de la rivière avec difficulté et demande de l'aide au reste de la division implorant le colonel Richards du 20th Illinois Volunteer Infantry regiment d'avancer et de relier la ligne fédérale.
Le bataillon de gauche du 7th Texas Infantry, et le 3rd Tennessee Infantry, excités par leur victoire facile sur le 23 rd Indiana Infantry, avancent au-delà de la rivière et dépassent le 20th Ohio en une vague, rencontrant la ligne de bataille de l'Union qui est dans les bois. Pendant quelques minutes, la ligne de l'Union et celle des confédérés se retrouvent masquées dans les bois épais et la fumée et se tuent l'une l'autre à bout portant, « les deux lignes [campant] fermement sur place ; les deux pareillement déterminées comme deux bulldogs engagés dans un combat à mort ». Juste après, Force retourne dans le lit de la rivière, la ligne fédérale reçoit l'ordre de quitter les bois pour rejoindre la sécurité d'une palissade, permettant aux commandants de l'Union de s'organiser. Lors de cette manœuvre le colonel Richards est perdu et avec lui l'appel au secours désespéré de Manning Force. Les confédérés, percevant que les fédéraux se retirent, imaginent que la ligne fédérale a été repoussée. Les rebelles pressent en avant avec vigueur, uniquement pour être réduits en pièces par une volée des troupes fédérales maintenant cachées derrière la palissade. Pour aggraver la situation des confédérés, le 31st Illinois, entendant que les combats surviennent derrière, font simplement volte-face à partir de leur position sur le flanc droit de l'Union, et avance en ligne sur quelques mètres avant qu'il ne soit en position de prendre en enfilade le 3rd Tennessee Infantry.
Sur le flanc gauche confédéré, deux régiments confédérés (50th Tennessee et le 10th/30th Tennessee fusionnés) se faufilent en silence complet, prêts à se répandre sur le champ de bataille sur les arrières des fédéraux et à refermer le piège. Les tirailleurs du 50th Tennessee en tête chassent les piquets de cavalerie avec quelques tirs mal-ajustés. Sur le terrain derrière l'armée fédérale, le général Logan doit être pratiquement au bord de la panique. La cavalerie protégeant son flanc droit crapahute dans les bois, le régiment le plus à droite est hors de vue, et ce qui reste des autres régiments émerge des bois en groupes désorganisés de trois ou quatre hommes, et qui tentent en vain de se regrouper. Normalement calme lors de la bataille, Logan est vu chevauchant derrière les lignes crissant comme un aigle pour que ses troupes comblent les trous. Il tire le 8th Illinois et le 81st Illinois hors de la ligne, envoyant le premier vers la gauche où le 23 rd Indiana se reforme, et le second sur la droite où le 23 rd Indiana aurait dû être, et envoie les deux régiments restant de sa réserve sonder la force qui a dispersé son piquet de cavalerie.
Le commandant du 50th Tennessee sort des bois à la tête de ses tirailleurs, et se cœur se serre. À sa droite, une ligne bleue s'étire aussi loin qu'il peut voir. À sa gauche, il peut entendre les deux régiments de réserve de Logan passant devant son flanc. Le général Gregg a fait une grave erreur de calcul. La brigade d'infanterie qu'il doit mettre en déroute dans le champ s'est transformée quelque part en une division complète fédérale. La force confédérée se retire à la hâte par la rivière, et pendant un moment est trop abasourdi pour faire autre chose que rester en formation à attendre les ordres.
À cet instant, McPherson envoie une note à Grant l'avertissant qu'il a été engagé par une force confédérée d'environ 1 000 hommes pendant deux heures et est sur le point de prendre le dessus. C'est un communiqué incroyablement précis. Jusque-là, les confédérés n'ont seulement réussi à engager que les 7th Texas et 3rd Tennessee Infantry Regiments, soit un peu moins de 1 000 hommes au total. Curieusement, les confédérés engagés alors sont pris dans le piège qu'ils avaient prévu pour les fédéraux : ils ont été attirés en une masse désorganisée au travers d'une rivière pratiquement infranchissable, et font face maintenant au danger d'être entraînés dans la rivière et abattus. Les tirs en enfilade sur le 3rd Tennessee commencent à faire sentir ses effets, et le flanc gauche s'effondre. Le colonel Hiram Granbury du 7th Texas décide d'ordonner la retraite, puis revient sur ses intentions et envoie un message à son bataillon à droite pour annuler son ordre. Une balle opportune tue le courrier avant qu'il ne puisse délivrer le message, ce qui signifie que pendant quelques précieuses minutes cinq compagnies du 7th Texas regiment retiennent une division entière de l'armée fédérale. Cela permet à des centaines de confédérés de se retirer en sûreté au-delà de la rivière. Une ultime poussée du 8th Illinois Infantry regiment frais débande finalement le 7th Texas. Un régiment de fiers vétérans, qui se vantaient auparavant de n'avoir jamais mis en déroute lors d'une bataille, est réduit à fuir pour survivre en groupes éparses avec des centaines de fédéraux à leur poursuite.

## Combat confédéré pour la survie
Le colonel Randal McGavock (en), 10th Tennessee Infantry, commandant le 10th/30th Tennessee fusionnés, envoie un courrier pour trouver le général Gregg. Le courrier revient, sans ordre du général Gregg, mais avec des nouvelles selon lesquelles le centre des confédérés a été mis en déroute. En panique, McGavock donne des ordres à son régiment au centre sans attendre d'informer le 50th Tennessee qui protège maintenant le flanc gauche confédéré. Marchant à double pas du flanc droit en arrière vers la position qu'il occupait plus tôt dans la matinée, McGavock sort des bois à temps pour voir les groupes confédérés épars poursuivis par une vague bleue. Avant que toutes ses troupes émergent des bois, McGavock ordonne une charge oblique de son 10th Tennessee « Sons of Erin », soit sept compagnies, à découvert dans le champ au milieu de la masse bleue. Ce que McGavock échoue à réaliser c'est que le champ est pris maintenant en enfilade par le 31st Illinois, allongé et caché au bord des bois le long de la rivière. Dans un geste théâtral, McGavock rejette sa cape en arrière, exposant la doublure rouge et poussant ses compagnons irlandais alors qu'il mène la contre-attaque. Malheureusement pour le 10th Tennessee, cela fait aussi de McGavok une cible parfaite et il est abattu presque immédiatement. Le 31st Illinois « ouvre le feu comme à la parade » alors que les irlandais sudistes chargent devant leur front, obligeant avec succès les fédéraux qui poursuivent le centre confédéré à retourner à l'abri de la rivière. Le succès a un prix : le 10th Tennessee subit lors de cette action la majorité de ses 88 pertes répertoriées.
Pris par le tir en enfilade, le 10th Tennessee se retire, rechargeant et tirant pendant tout le temps, pour rejoindre trois compagnies du 30th Tennessee au sommet de la colline. Le lieutenant-colonel James Turner, commandant du 30th Tennessee qui réussit à commander l'unité fusionnée, positionne l'ensemble pour balayer le champ en dessous. L'arrivée de la réserve de Gregg - le 41st Tennessee Infantry - et le fait que la « colline de McGavock » est devenue le point de ralliement des autres unités restantes, pour la plupart issues du bataillon droit du 7th Texas Infantry, aident à contenir la vague fédérale.
À ce moment, la bataille dégénère en un concours de tirs isolés alors que les commandants fédéraux tentent de reformer leurs hommes en des unités organisées dans l'enchevêtrement tout en réduisant les tirs en provenance du sommet de la colline. Gregg, pendant ce temps, se retrouve à crapahuter pour donner suffisamment de temps aux unités en déroute de se reformer pour retraiter. Le 1st Tennessee Infantry Battalion passe tout l'après-midi à faire des feintes dans diverses directions, et subit de lourdes pertes pour cela. Le 50th Tennessee, fatigué d'être rester sur la Gallatin Road, traverse le champ de bataille de gauche à droite, pendant que le 41st Tennessee se met en marche au son des tirs sur le flanc gauche pour le protéger, inconscient du fait que le 50th Tennessee est déjà sur place. Se déplaçant vers la gauche, il dépasse le 50th Tennessee qui se dirige dans le sens contraire, et prend place sur la position détenue précédemment par le 50th sur le flanc.
Finalement, McPherson commence à étendre son flanc droit au-delà du sommet de la colline confédérée. La position ayant été tournée et ses unités précédemment mises en déroute relativement bien reformées, Gregg ordonne la retraite par Raymond vers Jackson. Là, l'artillerie fédérale trouve finalement ses marques dans la bataille, martèlent les rangs confédérés pendant que Gregg continue à retarder l'action pour permettre à ses unités battues de se retirer. Alors que sa force désorganisée crapahute au travers des clôtures et des jardins dans Raymond, elle rencontre le 3rd Kentucky Mounted Infantry et 800 cavaliers sous le commandement de Wirt Adams, les éléments précurseurs des renforts qui se dirigent de toutes parts de la Confédération vers Raymond. Les secours parviennent trop tard pour faire quelque chose sauf assurer une protection d'arrière garde de cavalerie à la force épuisée du général Gregg.

## Conséquences
Les pertes de l'Union à Raymond s'élèvent à 68 morts, 341 blessés et 37 disparus. Les pertes confédérées sont presque deux fois plus nombreuses : 100 morts, 305 blessés et 415 prisonniers. Le fait que l'armée de l'Union ait enterré et capturé plus de confédérés à Raymond que le nombre de pertes répertoriées par la général Gregg (500) est indicatif du nombre de locaux et de troupes de l'État qui ont répondu à l'appel désespéré de Jefferson Davis auprès du gouverneur du Mississippi pour aider à repousser Grant,. Beaucoup de morts confédérés ont été enterrés dans le cimetière confédérés de Raymond, Mississippi, par les habitants de la ville.
Le plan de Grant était de pousser Pemberton à diviser ses forces, afin de battre l'armée confédérée par morceau. Les nouvelles selon lesquelles l'aile gauche de Pemberton retraite vers le centre ferroviaire à Jackson, Mississippi, où il doit recevoir les renforts de toutes parts de la Confédération, conduisent Grant à changer de plan d'attaque. Où il avait initialement prévu de détacher deux divisions de McPherson pour détruire Jackson, Grant prévoit maintenant un assaut de grande ampleur sur la capitale du Mississippi. Cela conduit à la bataille de Jackson le 14 mai 1863, qui est essentiellement une action d'arrière garde pour Joseph E. Johnston, soudainement timoré. La menace de renfort confédéré étant éliminée, Grant tourne et défait Pemberton lors de la bataille de Champion Hill le 16 mai 1863, et lors de la Bataille de Big Black River Bridge le 17 mai 1863. Pemberton et son armée tout sauf brisée, retraite dans la forteresse de Vicksburg, où ses hommes se rassemblent pour contrecarrer deux assauts fédéraux, mais finalement acceptent l'inévitable et se rendant le 4 juillet 1863.

## Préservation du champ de bataille
Bien que le champ de bataille de Raymond reste pratiquement inchangé depuis un siècle, le développement commercial et résidentiel le long de la Mississppi Highway 18 (en) condamne Raymond à être mis sur la liste du top 10 des champs de bataille de la guerre de Sécession en péril de la Civil War Preservation Trust (en) en 2005.
En 1998, en réponse au projet de transformation de pâturages en centre commercial bordant la route nationale, un groupe de citoyens engagés forment le « Friends of Raymond » pour promouvoir la préservation des terres dont le champ de bataille de Raymond. L'association achète initialement 160 000 m2(40 acres) qui devaient accueillir le développement commercial, des zones non-contiguës supplémentaires ont été acquises depuis. Un parc du champ de bataille a été construit du côté nord de la Highway 18, comprenant un parcours pédestre, plusieurs canons, et des marqueurs d'interprétation. En 2009, le parc du champ de bataille de Raymond double de superficie avec l'acquisition du terrain qui a vu l'apogée des combats ; ce terrain, néanmoins reste à développer et manque de marqueurs d'interprétation sur le centre du parc.